# Къща на Михаил Силаги
Къщата на Михаил Силаги се намира на ул. Александровска в Русе.
След пожара и фалита на дружество „Гирдап“ през 1924 г., на което е бил акционер, Михаил Силаги купува място от Турското мюфтийско настоятелство и строи къща и аптека на улица „Александровска“ № 44, срещу банка „Гирдап“.
Аптеката по-късно става първата държавна аптека в Русе.
Проектът, дело на архитект Деветаков, е съобразен с изящните фасади по главната улица на Русе, украсени с колони, балкони, фризове, декоративни детайли. Сградата е с масивна конструкция тип „пруски свод“. След национализацията на мястото на аптека „Силаги“ се помещава магазин за оптика.
Днес къщата е предоставена на наследниците и там се намира фирма, носеща името „Силаги“. В същата къща се помещава и кантората на Частен съдебен изпълнител Иван Хаджииванов, наследник и внук на Иван Хаджииванов. За къщата се полагат необходимите грижи за да бъде запазена като къс от стария град Русе.